# رافائل ماسینا
رافائل ماسینا (به پرتغالی: Raphael dos Santos Macena) مهاجم اهل برزیل است که در شهر Ipiaú، باهیا و در تاریخ ۲۵ فوریهٔ ۱۹۸۹ به دنیا آمده‌است.
رافائل ماسینا در تیم‌های فوتبال Votoraty سابقهٔ حضور دارد.